# Posavina
A Posavina (magyarul: Szávamellék) Horvátország, Bosznia-Hercegovina és Szerbia egyik tájegysége, a Száva középső és alsó folyása körüli síkság.

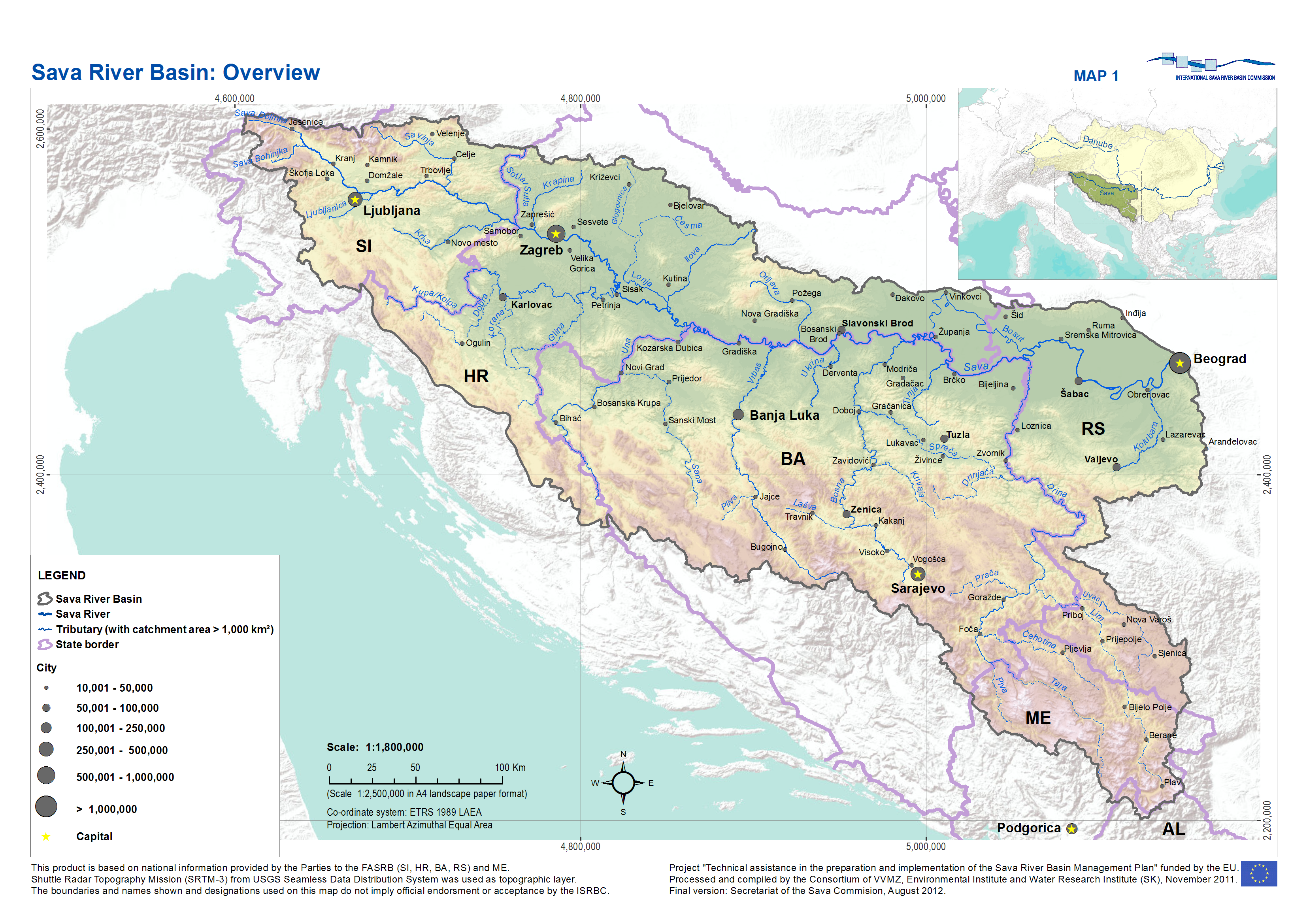
A Száva vízgyűjtőterületének térképe, melyből a Szutla torkolatától keletre húzódó síkságot nevezik Posavinának

## Leírása
A Posavina nyugaton a Szutla és a Száva összefolyásától a keleten a Száva és a Duna összefolyásáig húzódik. Hosszúsága körülbelül 400 km, területe megközelítőleg 10 000 km².
Északon a Podravinától a Macelj, az Ivaneci-hegység, a Kemléki-hegység, a Bilo-hegység, a Papuk és a Krndija-hegység választja el. Délről a Petrova gora és a Zrinyi-hegység, valamint Észak-Bosznia és Szerbia alacsony hegyei határolják. 
A Posavina horvát részét Slavonska Posavinának (azaz Szlavóniai Szávamelléknek) is szokás nevezni (ennek részét képezik a Túrmező, a Lónyamező stb.). A boszniai rész a Bosanska Posavina (az Una torkolatától a Drina torkolatáig terjedő sík vídék), míg Szerbiában a Posavina az ország északi részén található és Mačvának (magyarul Macsó) nevezik. A Tarcal-hegység és a Dilj-hegység között egy széles löszsíkság köti össze a Podravinával.
A síkság a Pozsegai-medence körüli eldugott dombok és hegyek mentén sokkal keskenyebb, míg a Pakra, a Csázma és a Lónya mellett a Podravina felé terjed ki. A Száva és mellékfolyói mentén található síkságot északról és délről kissé magasabb fekvésű fennsík veszi körül. A gyakori áradás és a magasabb páratartalom miatt a Posavinán a tölgyerdő széles körben elterjedt. A települések főként a hosszabb utak mentén fekszenek, míg a magasabb fekvésű helyeken a szétszórt településtípus dominál. A városok (Zágráb, Sziszek, Bród, Brčko, Szávaszentdemeter és Szabács) a folyók mentén fekszenek. A főbb forgalmi útvonalak a Száva (Sziszekig hajózható), a szávamenti vasút és a Zágráb-Lipovac autópálya.

## Története
A Száva-folyó mentén a legrégebbi népesség nyomai (Zágráb és Újgradiška környéke) a paleolitikumból származnak. A neolitikumból származó gazdag régészeti lelőhelyeket találtak Bród környékén. Az i. e. 1. évezredben a Száva mellékét pannon törzsek lakták. Az i. e. 4. században kelták telepedtek itt le, akik a mai Sziszek helyén építették meg Segestica erődített települését. A rómaiak az i. e. 1. században szállták meg végleg ezt a vidéket, ahol a mai Bródnál felépítették Marsonia erődjét, és azonos néven települést alapítottak. A római hódítással a Kr. E. Kr. különösen fejlett Siscia, amely a Pannon-síkság további hódításainak kiindulópontja volt. A római uralom idején a Posavina kezdetben az egységes Pannonia tartomány része volt, de a 2. században nagy része Felső-Pannónia, míg a Marsoniától lefelé eső rész Alsó-Pannónia része lett. A 297-es új közigazgatási felosztással a Posavina Pannonia Savia és Pannonia Secunda tartományok részévé vált. 
A 4. és a 6. század között előbb a keleti gótok, majd a hunok törtek be a területre, akik 441]-ben Sirmium (Szávaszentdemeter) elpusztítása után a Száva mentén az egész területet egészen Sisciáig (Sziszek) kifosztották de nem maradtak ott véglegesen. A 6. században előbb a longobárdok, majd az avarok és a szlávok hatoltak be a Száva mellékére. A 9. századtól Posavina területének nagy része a frank állam része volt. Nagy Károly halála (814) után a déli szlávok Ljudevit Posavski vezetésével sikertelenül próbáltak elszakadni a frank uralomtól, így a Szávamellék a 10. századig a frankok uralma alatt maradt. 
A térség 1102-ben Kálmán király és a horvát nemesség közötti megállapodás (a pacta conventa) alapján perszonálunióval került a magyar királyok uralma alá. A 14. században a bosnyák állam megerősödésével a Szávától délre eső területek konfliktusok színterévé váltak a horvát-magyar és bosnyák uralkodók között. Bosznia 1463-as oszmán fennhatóság alá kerülése után Mátyás király a további oszmán betörések megállítása érdekében Szávától délre fekvő területen megalapította a jajcai, a srebrenicai és a szabácsi bánságokat. A 15. században a térséget még csak időnként támadta a török. Ennek a területnek a meghódítása Nándorfehérvár 1521-es és Jajca 1528-as elfoglalása után kezdődött, amikor meghódították a Száva jobb partját, és erődítményeket kezdtek építeni a további északi hódításokhoz. 1530 és 1552 között meghódították Posavina szlavóniai részét, és csak 1593-ban állították meg őket Sziszek közelében. Az 1684 és 1699 közötti felszabadító harcok eredményeként 1687-ben a törökök a Száváig szorultak vissza, majd miután a Habsburg sereg megnyerte a Svinjar (Davor) melletti csatát kiűzték Újgradiska és Bród területéről is. 1690-ben az oszmánoknak ugyan ismét sikerült elfoglalniuk a Száva bal partját és Szlavónia középső részét, de a következő év októberében végleg kiszorították őket erről a területről. Az 1699-es karlócai béke a Száva folyót (az Una torkolatától a Báza torkolatáig) a Habsburg Birodalom és az Oszmán Birodalom közötti határvonalként határozta meg. Az 1718-as pozsareváci béke a határt átmenetileg megváltoztatta, de az 1739-es belgrádi békével újra visszakerült a Száva folyóhoz. 
A 18. század elejétől a Posavina legnagyobb része a katonai határőrvidék területére esett. A katonai igazgatás 1881-es megszüntetésével a Száva mentén fekvő terület bekerült a horvát megyerendszerbe. A szávai víziút szerepe a 18. században megnőtt, ami befolyásolta a kereskedelem és a kézművesség, valamint a folyó menti települések fejlődését. Bár már a 19. század közepén megtervezték a szávamenti vasutat, ez azonban nem felelt meg Bécs és Budapest gazdasági érdekeinek, így a Száva mentén a vasút csak a 19. század végén épült meg, Fiumét Zimonnyal összekötve. A Jugoszláv Királyság idejében a Posavinát bánságokra osztották (1931), mely után a Szávai bánságba tartozott. A második világháború idején a Posavina boszniai része is a Független Horvát Állam része lett. A Posavina, különösen annak szlavóniai része, mint a hadszintér első vonalába eső terület a horvátországi háború alatt súlyos károkat szenvedett. A szerbek által elfoglalt részeit a Bljesak és az Oluja hadműveletek során szabadították fel 1995-ben.